# Paroxya clavuliger
Paroxya clavuliger är en insektsart som först beskrevs av Jean Guillaume Audinet Serville 1838.  Paroxya clavuliger ingår i släktet Paroxya och familjen gräshoppor. Inga underarter finns listade i Catalogue of Life.